# Sub-bavaria

Logo von sub-bavaria (Ausschnitt)

Das Internetprojekt Sub-Bavaria (Eigenschreibweise sub-bavaria) ist ein auf der MediaWiki-Software basierendes Wiki-Lexikon der bayerischen Subkulturen. Es wurde von Julian Doepp, Patrick Gruban und Ania Mauruschat im Jahre 2005 gegründet.
Seit dem 22. Juli 2005 ist Sub-Bavaria online, es finden sich ca. 3000 Einträge über bayrische Künstler, Veranstaltungsorte und Kunstformen (Stand: August 2019).
Der Zündfunk unterstützte Sub-Bavaria in der Startphase mit einer Radiokolumne, die im August 2005 jeden Freitag zwischen 19 und 20 Uhr und weiter in unregelmäßigen Abständen zu hören war. Die Inhalte der Beiträge flossen in das Wiki ein.
Neben der lexikalischen Sammlung werden in Zusammenarbeit mit Sub-Bavaria auch Konzerte in verschiedenen Teilen Bayerns veranstaltet sowie ein Veranstaltungskalender für die bayrische Subkultur-Szene erstellt.
Nachdem die Plattform etwas eingeschlafen war, wurde im Herbst 2021 versucht, sie mit einer Aktion wieder zu beleben. Im Habibi Kiosk, dem ehemaligen Kassenhäuschen der Münchner Kammerspiele, werden jetzt temporär Fotos, Platten oder Flyer gescannt und auch dem Stadtmuseum München weitergereicht, bzw. zugänglich gemacht.